# Alden Park Towers
Alden Park Towers es un edificio de apartamentos ubicado en 8100 East Jefferson Avenue en Detroit, la ciudad más poblada del estado de Míchigan (Estados Unidos). También se conoce actualmente como Alden Towers. El edificio fue incluido en el Registro Nacional de Lugares Históricos en 1985. 

## Descripción
Alden Park Towers consta de cuatro edificios de ocho pisos construidos con ladrillos rojos con molduras de piedra. Los edificios están interconectados en el primer piso; Este nivel anteriormente albergaba servicios comerciales como tienda de abarrotes y lavandería.  El exterior está muy ornamentado, con ventanales salientes que se extienden desde el suelo hasta el techo. La piedra caliza almenada en la línea del techo distingue estos apartamentos de otros edificios similares en Detroit. Los edificios tenían originalmente 352 apartamentos; el número es actualmente 389. 

## Historia
Las Alden Park Towers se construyeron en 1922 como los apartamentos Berman. Fueron construidos al sur de Jefferson para aprovechar la belleza natural del río Detroit. Eran uno de los pocos grandes edificios de apartamentos construidos en Detroit.
Triton Properties adquirió la propiedad histórica de Alden Park Towers, ubicada en la Gold Coast de Detroit en 2012, tras de ejecución hipotecaria por 2 millones de dólares en agosto de 2012, y comenzó una renovación de más de 5 millones de dólares de las 382 unidades de apartamentos en las cuatro torres. El proyecto incluyó la renovación del área común, incluido un gran vestíbulo con una gran chimenea como punto focal, y un nuevo gimnasio. El gran vestíbulo, diseñado con la ayuda de Sharon Carlile de Italmoda de Royal Oak, imita el vestíbulo de un hotel boutique moderno. Además, se llevó a cabo una renovación importante en la ribera de la propiedad. Las obras de renovación se completaron en el primer trimestre de 2015.